# Harrisonburg (Louisiana)
Harrisonburg város az USA Louisiana államában, Catahoula megyében, melynek megyeszékhelye is. Lakosainak száma 277 fő (2020. április 1.).

## Népesség
A település népességének változása:
| Lakosok száma | 326  | 348  | 277  |
|               | 1850 | 2010 | 2020 |